# José Juan Figueiras García
José Juan Figueiras García (Vigo, 31 de desembre de 1979) és un futbolista espanyol. Juga de porter i actualment milita en l'Athletic Club Torrellano.

## Trajectòria
Va debutar en la Primera Divisió espanyola la temporada 2003/04 amb el Celta de Vigo. La temporada 2005/06 va ser el porter menys golejat de la Segona Divisió B d'Espanya amb el CD Ourense. Va signar amb el CF Ciutat de Múrcia i va seguir amb el club quan el trasllat a Granada i posterior canvi de nom a Granada 74, el 2008 signa amb l'Águilas CF. El 2009 torna a Granada per signar amb el Granada Club de Futbol. En el seu primer any, disputa la titularitat contra Raúl Fernández. Juga de titular en diversos partits, i en el decisiu de l'ascens contra l'AD Alcorcón. Els dos anys següents, exerceix el paper de suplent. El 22 de juny de 2012, el Granada Club de Futbol anuncia que no li renovarà el contracte.
L'agost de l'any 2012 es vincula amb el CD Lugo. José Juan es va convertir en un ídol a la ciutat de Lugo, on va jugar fins a 2017, jugant 132 partits en Segona Divisió.
A la temporada 2017-18 passa a l'Elx CF i és el porter titular de l'ascens a la Segona Divisió. A la temporada 2018-19 segueix a l'equip a Segona Divisió, però perd la titularitat amb l'arribada de Édgar Badia en el mercat hivernal.
El juny de 2019, abandona l'Elx CF de la Segona Divisió i amb 39 anys signa amb el CD Alcoià de Tercera per intentar retornar a Segona Divisió B. El gener de 2023 va fitxar pel El Barrio de la Kings League, amb qui va guanyar la fase final de la primera edició del campionat fent una gran actuació en la final.